# Skärvs socken
Skärvs socken i Västergötland ingick i Valle härad, ingår sedan 1971 i Skara kommun och motsvarar från 2016 Skärvs distrikt.
Socknens areal är 21,29 kvadratkilometer varav 19,89 land. År 2000 fanns här 396 invånare. Ruinerna efter Axevalla hus, övningsfältet Axevalla hed samt kyrkbyn Skärv med sockenkyrkan Skärvs kyrka ligger i socknen.

## Administrativ historik
Socknen har medeltida ursprung. 
Vid kommunreformen 1862 övergick socknens ansvar för de kyrkliga frågorna till Skärvs församling och för de borgerliga frågorna bildades Ving, Stenum och Skärvs landskommun vilken 1889 upplöstes och Skärvs landskommun bildades för denna socken. Landskommunen uppgick 1952 i Valle landskommun som 1971 uppgick i Skara kommun. Församlingen uppgick 2010 i Axvalls församling som 2018 uppgick i Valle församling.
1 januari 2016 inrättades distriktet Skärv, med samma omfattning som församlingen hade 1999/2000. 
Socknen har tillhört län, fögderier, tingslag och domsagor enligt vad som beskrivs i artikeln Valle härad. De indelta soldaterna tillhörde Skaraborgs regemente, Höjentorps kompani och Västgöta regemente, Vadsbo kompani.

## Geografi
Skärvs socken ligger öster om Skara kring Skärvlången i nordväst och Axevalla hed i söder. Socknen är ett sjörikt småkuperat moränlandskap med skog i norr och väster.

## Fornlämningar
Fem gånggrifter från stenåldern är funna. Från bronsåldern finns gravrösen. Från järnåldern finns gravfält och stensättningar.

## Namnet
Namnet skrevs 1309 Skierff och kommer från kyrkbyn. Namnet har antagits innehålla skärv, 'stenröse; steningt ställe' med oklar syftning.